# Noureddine Morceli
Noureddine Morceli (arab. ‏نور الدين مرسلي‎; ur. 28 lutego 1970 w Ténès) – algierski lekkoatleta średniodystansowiec. 
Specjalizował się w biegu na 1500 m. Zaczął międzynarodową karierę od zdobycia srebrnego medalu na Mistrzostwach Świata Juniorów w 1988 w Sudbury. W 1990 uzyskał najlepszy w tym roku wynik na 1500 m 3.32,60. 28 lutego 1991 ustanowił w Sewilli halowy rekord świata na tym dystansie 3.34,16. Dziewięć dni później na tej samej bieżni zdobył złoty medal na 1500 m na Halowych Mistrzostwach Świata. Powtórzył to osiągnięcie na Mistrzostwach Świata w Tokio, gdzie ustanowił także rekord mistrzostw wynikiem 3.32,84.
22 lutego 1992 w Birmingham Morceli ustanowił halowy rekord świata w biegu na 1000 m 2.15,26. Był głównym faworytem na 1500 podczas Igrzysk Olimpijskich w 1992 w Barcelonie. Bieg finałowy był jednak rozgrywany w wolnym tempie i Morceli nie potrafił zdobyć się na finisz zajmując 7. miejsce. 6 września 1992 w Rieti ustanowił rekord świata na tym dystansie czasem 3.28.86.
W 1993 jego głównym celem było poprawienie rekordu świata w biegu na 1 milę. Osiągnął to 5 września w Rieti (czas: 3.44,39). Wcześniej obronił tytuł na 1500 m na Mistrzostwach Świata w Stuttgarcie. Wygrał również w tej konkurencji na Igrzyskach Śródziemnomorskich w Narbonne.
2 sierpnia 1994 w Monako ustanowił rekord świata w biegu na 3000 m wynikiem 7.25,11 (obecnie jest to 7. wynik w historii światowej lekkoatletyki). W wym sezonie startował także z powodzeniem na 5000 m. Jedyną porażkę poniósł na nietypowym dla siebie dystansie 800 m. 3 lipca 1995 w Paryżu ustanowił kolejny rekord świata, tym razem na 2000 m czasem 4.47,88, a 12 lipca tego roku w Nicei poprawił własny rekord świata na 1500 m osiągając 3.27,37. Po raz trzeci zdobył złoty medal na tym dystansie na Mistrzostwach Świata w 1995 w Göteborgu.
Na Igrzyskach Olimpijskich w 1996 w Atlancie głównym rywalem Morcelego na 1500 m był Marokańczyk Hicham El Guerrouj. W czasie biegu finałowego El Guerrouj przewrócił się pod koniec trzeciego okrążenia. Morceli niezagrożony zdobył mistrzostwo olimpijskie.
Na Mistrzostwach Świata w 1997 w Atenach Morceli zajął na 1500 m 4. miejsce. Zakwalifikował się do finału tej konkurencji na Mistrzostwach Świata w 1999 w Sewilli, ale go nie ukończył. Na Igrzyskach Olimpijskich w 2000 w Sydney odpadł w półfinale biegu na 1500 m.
Brat Nourreddine’a Morcelego Abderrahmane także był średniodystansowcem, dwukrotnym olimpijczykiem (na IO 1980 i IO 1984), a potem trenerem Nourreddine’a.